# Badr al-Mu’tadidi
Abu'l-Najm Badr al-Mu’tadidi (arab. ‏بدر المعديدي‎; zm. 14 sierpnia 902 roku) – głównodowodzący armii kalifatu Abbasydów podczas panowania kalifa Al-Mu’tadida (892–902).

## Życiorys
Churr lub Chajr, czyli ojciec Badra, był jednym z wyzwolonych niewolników kalifa Al-Mutawakkila. Badr był początkowo niewolnikiem wojskowym i służył przyszłemu kalifowi Al-Mu’tadidowi.
Badr był jednym z najbardziej zaufanych sług Mu’tadida i stał się wszechmocny pod jego patronatem. Już po sukcesji ojca przez Mu’tadida jako regenta kalifatu w czerwcu 891 roku, Badr został mianowany szefem policji (arab. ‏sahib asz-szurta‎) Bagdadu. Kiedy Mu’tadid objął tron, Badr został głównodowodzącym armii. Był zaprzyjaźniony z wezyrem, Ubajdem Allahem ibn Sulajmanem. Ich płynna współpraca odegrała kluczową rolę w negowaniu tarć między wojskiem a biurokracją cywilną, które nękały wcześniejszych władców. Zbudował pałac dla siebie w nowej dzielnicy pałacowej w części miasta na wschód od Tygrysu, po czym pobliska brama Bab al-Chassa (Brama Tajna) stała się znana jako Bab Badr.
Po tym jak wezyr Al-Kasim nakazał egzekucję uwięzionego władcy Saffarydów, Amra ibn Lajs as-Saffara, Badr został zdyskredytowany. Zmuszono go do ucieczki z Bagdadu, ale poddał się po obietnicy ułaskawienia od agentów wezyra, tylko po to, by zostać straconym 14 sierpnia.

## Życie prywatne
Badr miał jedną córkę, Hurrę bint Badr, która była żoną osiemnastego kalifa Al-Muktadira.